# Pitted-warecultuur
De pitted-warecultuur (GKK, Zweeds: Gropkeramiska kulturen, Duits: Grübchenkeramische Kultur, ca. 3200 v.Chr. - ca. 2300 v.Chr.) was een subneolithische cultuur van jager-verzamelaars in het zuiden van Scandinavië, vooral langs de kust van Svealand, Götaland, Ålandseilanden, Noordoost-Denemarken en het zuiden van Noorwegen. Zij lijkt ontstaan vanuit de Noordoost-Europese kamkeramiekcultuur.
De pitted-warecultuur had eerst de trechterbekercultuur als buur en daarna de bootbijlcultuur. Er was ook overlapping.

## Objecten
De cultuur is genoemd naar de versiering van het keramiek, die gewoonlijk bestaat uit putjes en horizontale lijnen. De kommen hebben dezelfde vorm en hebben meestal een puntige onderkant waardoor ze makkelijker rechtop in een kuiltje of een haard kunnen worden neergezet. In hoogte varieert het van een paar tot 40 centimeter. De nederzettingen aan de Zweedse oostkust hebben veel aardewerk vervaardigd. Bij Faverik op Bråviken in Östergötland hebben archeologen 170.000 scherven gevonden, maar vrijwel geen vuurstenen voorwerpen. De boog was erg belangrijk en pijlen werden voorzien van vuurstenen schilfers. Deze vuursteenvondsten zijn juist weer overvloedig aan de westkust van Scandinavië, terwijl keramiek daar schaars is. De cultuur was dus minder homogeen dan de gelijktijdige en overlappende agrarische culturen.
Het arsenaal aan gereedschappen en wapens was grotendeels ontleend aan de trechterbeker- en bootbijlcultuur, maar die culturen gingen daar erg conservatief mee om. Het kenmerkende aardewerk was waarschijnlijk afkomstig van de kamkeramiekcultuur, waar eveneens kleine dierfiguurtjes van klei gevonden worden.

## Economie en etniciteit
Het belangrijkste middel van bestaan was de visserij met daarnaast de jacht op landdieren en zeehonden en het verzamelen van planten.
De eenvoudigste verklaring voor deze cultuur is dat hij ontstaan is uit de mesolithische Nøstvet- en Lihultcultuur die mensen en vaardigheden hadden aangetrokken uit de trechterbekercultuur zonder de economie ervan over te nemen. De twee culturen lijken met maar weinig conflicten naast elkaar te hebben bestaan. Maar Svealand en het oosten van Götaland, aanvankelijk behorend tot de trechterbekercultuur, gingen later over in handen van de pitted-warecultuur, die waarschijnlijk een betere economie had.
De unieke paalwoning van Alvastra in het zuidwesten van Östergötland behoort door het keramiek tot de pitted-warecultuur maar het gereedschap en de wapens behoren tot de trechterbekercultuur. Een hypothetische verklaring hiervoor is dat mannen van de trechterbekercultuur een nederzetting van de pitted-warecultuur met de vrouwen overnamen. Jagen en verzamelen in combinatie met landbouw en veeteelt wijst op een gemengde economie, iets wat toen waarschijnlijk in het zuiden van Scandinavië veel voorkwam.
Over de begrafenisgewoonten is niet veel bekend, maar Västerbjers op het eiland Gotland heeft een groot aantal grafvelden voortgebracht waar de graven door de aanwezigheid van kalksteen goed geconserveerd zijn. In deze graven hebben archeologen op hun rug liggende skeletten gevonden met goed geconserveerde gereedschappen van been en hoorn. Dat er goede contacten waren met het vasteland van Scandinavië, Denemarken en Duitsland blijkt uit het grote aantal geïmporteerde voorwerpen.